# Macchia Valfortore
Macchia Valfortore är en ort och kommun i provinsen Campobasso i regionen Molise i Italien. Kommunen hade 540 invånare (2018).